# Świadczenie zdrowotne
Świadczenie zdrowotne – działania służące zachowaniu, ratowaniu, przywracaniu lub poprawie zdrowia oraz inne działania medyczne wynikające z procesu leczenia.